# 库车县水电二处
库车县水电二处，是中华人民共和国新疆维吾尔自治区阿克苏地区库车市下辖的一个类似乡级单位。

## 行政区划
库车县水电二处下辖以下地区：
虚拟社区。